# Jason Garcia
Jason Garcia (né le 21 novembre 1992 à Land O' Lakes, Floride, États-Unis) est un lanceur droitier des Orioles de Baltimore de la Ligue majeure de baseball.

## Carrière
Jason Garcia est repêché au 17e tour de sélection par les Red Sox de Boston en 2010. Après avoir joué 5 saisons en ligues mineures dans l'organisation des Red Sox, Garcia est réclamé par les Astros de Houston au repêchage de la règle 5 du 11 décembre 2014 et immédiatement transféré aux Orioles de Baltimore en échange d'une somme d'argent. 
Garcia fait ses débuts dans le baseball majeur comme lanceur de relève pour Baltimore le 8 avril 2015 contre les Rays de Tampa Bay.